# Microsoft Visual C Sharp
Microsoft Visual C# es la implementación de la especificación C# de Microsoft, incluida en la suite de productos de Microsoft Visual Studio. Está basado en la especificación ECMA/ISO del lenguaje de programación C#, el cual Microsoft también creó. Aunque existen múltiples implementaciones de la especificación, Visual C# es por mucho el más usado comúnmente.  En la mayoría de contextos, una referencia no calificada de "C #" se entiende por "Visual C #".[cita requerida]